# Bulbine namaensis
Bulbine namaensis es una especie de planta herbácea perteneciente a la familia Xanthorrhoeaceae. Es endémica de Namibia.  Su hábitat natural son las secas sabanas. 
Esta especie es conocida con cinco subpoblaciones con un grado de distribución entre 10.000-18.000 km ².  El tamaño de la población total está entre 5.000-15.000 y no se conocen amenazas actuales o potenciales, la población se considera actualmente estable.

## Sinonimia
- Bulbine vesicularis Dinter, Repert. Spec. Nov. Regni Veg. 52: 114 (1943).[1]